# Saharin
Saharin (C6H10CaO4, E954) je umjetno sladilo. Najpoznatija je kalcijev saharin, a poznat je i natrijev i kalijev saharin.

## Osobine
Prvi je put proizveden 1878., a otkrio ga je kemičar Constantin Fahlberg. Komercijaliziran je nedugo nakon otkrića, a njegova upotreba široko rasprostranjena tijekom Prvoga svjetskog rata zbog nestašice šećera.

Saharin je prvo kemijski sintetizirano sladilo koje je od oko 400-500 puta slađe od šećera saharoze. Prvobitno se dobivao iz toluena, ali se danas proizvodi kemijskom sintezom iz o-klortoluena ili iz ftalne kiseline. Hrana kojoj su dodana ova sladila može poprimiti gorki do metalni okus. Nemaju nikakvu energijsku vrijednost, a često se rabe u kombinaciji s ostalim umjetnim sladilima. Iako se smatraju bezopasnima, u istraživanjima je nakon konzumacije saharina u pokusnih životinja uočena pojava raka mokraćnoga mjehura i štitnjače. Ta su sladila 1977. u SAD-u bila zabranjena, no vraćena su u upotrebu 1991. godine, uz uvjet da na ambalaži proizvoda bude istaknuto odgovarajuće upozorenje potrošačima. Saharin i njegove soli dopušteni su samo u određenim namirnicama u propisanim količinama.
Svakako bi ovaj E-broj trebalo izbjegavati!
Najčešće se koristi u proizvodnji pića, bombona, lijekova i pasta za zube.